# Minimal (Pet Shop Boys)
Minimal è un singolo del gruppo musicale britannico Pet Shop Boys, il secondo estratto dal nono album in studio Fundamental e pubblicato il 24 luglio 2006.
Si classificò alla posizione numero 19 nella classifica britannica dei singoli, divenendo il 38° brano del duo ad entrare nella Top20 inglese. Fra le b-side del singolo fu inclusa In Private (Stuart Crichton 7" Mix), una nuova versione del brano che il duo originalmente scrisse per Dusty Springfield nel 1989. La versione proposta come b-side è un duetto con Elton John.

## Descrizione
Sia testo e musica sono stati composti da Tennant e Lowe. Il testo, costruito attorno ad un ritornello vocale della parola "M-I-N-I-M-A-L", sono una astratta descrizione delle espressioni di minimalismo, come ad esempio «more is less» e «an empty box, an open space». Tutto ciò viene accompagnato da un ritmo contraddistinto, fatto di suoni e instrumentalizzazioni complesse.
Ai Grammy Awards 2007 Minimal ottenne la nomation come "miglior brano dance".

## Pubblicazione
Originariamente Minimal doveva essere il primo singolo estratto dall'album, ma venne cambiato poco prima dell'annuncio con I'm with Stupid. Minimal, appena pubblicato, viene trasmesso dalla maggiore emittente radiofonica londinese Capital Radio e sancisce il ritorno dei Pet Shop Boys tra le canzoni trasmesse in questa radio dopo ben dieci anni in cui la stazione non aveva più passato alcun pezzo del duo (1996 con i singoli di Bilingual).
Minimal è stato il primo singolo del duo ad essere realizzato assieme al software U-MYX, software musicale che permette di creare la propria versione della canzone. Il 25 luglio lo stesso Chris Lowe creò una nuova versione del brano, versione che venne messa a disposizione sul sito web ufficiale di U-MYX.

## Video musicale
Il 5 giugno 2006 venne annunciato che il video, diretto da Dan Cameron, fu completato a Parigi. Assieme ai Pet Shop Boys che si esibiscono, compaiono anche due ballerini che formano le lettere del ritornello (ovvero M-I-N-I-M-A-L).

## Tracce
CD promozionale (Regno Unito)
1. Minimal – 3:27 – versione radiofonica

CD promozionale (Regno Unito, Stati Uniti) – Remixes
1. Minimal (Radio Edit) – 3:40
2. Minimal (Tocadisco's Sunday at Space Mix) – 8:04
3. Minimal (M Factor Mix) – 8:49
4. Minimal (M Factor Dub) – 7:44
5. Minimal (Tiga's M-I-N-I-M-A-L Remix) – 5:38
6. Minimal (Tiga's M-I-N-I-M-A-L Dub) – 5:37
7. Minimal (Superchumbo's Light & Shade Dub) – 8:28
8. Minimal (Telex Hell Remix) – 6:19
9. Minimal (Telex Heaven Remix) – 4:29
10. In Private (Tomcraft 7-Inch Mix) – 3:51
11. Minimal (Album Version) – 4:21 – assente nell'edizione britannica

12" promozionale (Regno Unito) – The Remixes
- Lato A

1. Minimal (Tiga's M-I-N-I-M-A-L Remix) – 5:38
2. Minimal (Tiga's M-I-N-I-M-A-L Dub) – 5:37

- Lato B

1. Minimal (Telex Hell Remix) – 6:19
2. Minimal (Telex Heaven Remix) – 4:29

12" promozionale (Stati Uniti)
- Lato A

1. Minimal (M Factor Vocal) – 8:44
2. Minimal (M Factor Dub) – 7:49

- Lato B

1. Minimal (Tocadisco's Sundays at Space Mix) – 7:59
2. Minimal (Superchumbo's Light & Shade Dub) – 8:22

CD singolo (Europa, Regno Unito)
1. Minimal (Radio Edit) – 3:38
2. In Private (7-inch Mix) – 4:13

CD maxi-singolo (Europa, Regno Unito)
1. Minimal (Radio Edit) – 3:38
2. Minimal (Tocadisco's Sunday at Space Mix) – 8:00
3. Minimal (M Factor Mix) – 8:45
4. Minimal (U-Myx Format) – assente nell'edizione europea

7" (Regno Unito)
- Lato A

1. Minimal (Radio Edit) – 3:38

- Lato B

1. In Private (7-inch Mix) – 4:13

DVD (Regno Unito)
1. Minimal (Telex Hell Remix) – 6:18 – audio
2. Blue on Blue – 3:13 – audio
3. No Time for Tears (7-Inch Mix) – 3:38 – audio
4. Minimal (Video – 3:35

## Classifiche
| Classifica (2006)                 | Posizione massima |
| --------------------------------- | ----------------- |
| Danimarca                         | 7                 |
| European Hot 100                  | 50                |
| Germania                          | 63                |
| Regno Unito                       | 19                |
| Slovacchia                        | 66                |
| Stati Uniti (hot dance club play) | 3                 |
| Classifica (2007)                 | Posizione massima |
| Stati Uniti (hot dance club play) | 5                 |